# Dent de Corjon
Dent de Corjon är en bergstopp i Schweiz. Den ligger i distriktet Riviera-Pays-d'Enhaut och kantonen Vaud, i den sydvästra delen av landet, 60 km sydväst om huvudstaden Bern. Toppen på Dent de Corjon är 1 966 meter över havet.